# Wat Phumin
Fondé en 1596 sous le règne du roi de Nan Chao Chettabut Phum Min, le wat le plus célèbre de Nan fut détruit avec le reste de la ville par les Birmans en 1704. En 1857/58 le roi Chao Ananta Vora Ritthi Det monta sur le trône du royaume des Nan : un de ses premiers actes officiels fut de décider de reconstruire à nouveau les temples de Nan, parmi lesquels le Wat Phumin, restauré entre 1867 et 1875.

## Extérieur
Il est particulièrement renommé pour son bôt  cruciforme. C’est aussi le seul temple construit comme s’il se trouvait sur les dos de deux immenses serpents (ou Nâgas). Chacune des quatre entrées est précédée par un petit couloir surmontée par une structure en pointe étagée et finement décoré (soulignant l'origine royale du temple), et dotée de portes sculptées avec finesse, de gardes-démons chinois à l’Est, de fleurs au Nord et de motifs de la vie forestière de style Lanna à l’Ouest et au Sud.

## Intérieur
L'intérieur est impressionnant. C'est aussi un bon exemple de l'architecture Thaï Lü. 

La structure du toit est soutenue par douze piliers de teck décorés de motifs floraux et d’éléphants sur de la laque noire et rouge. Le plafond est également finement décoré. 

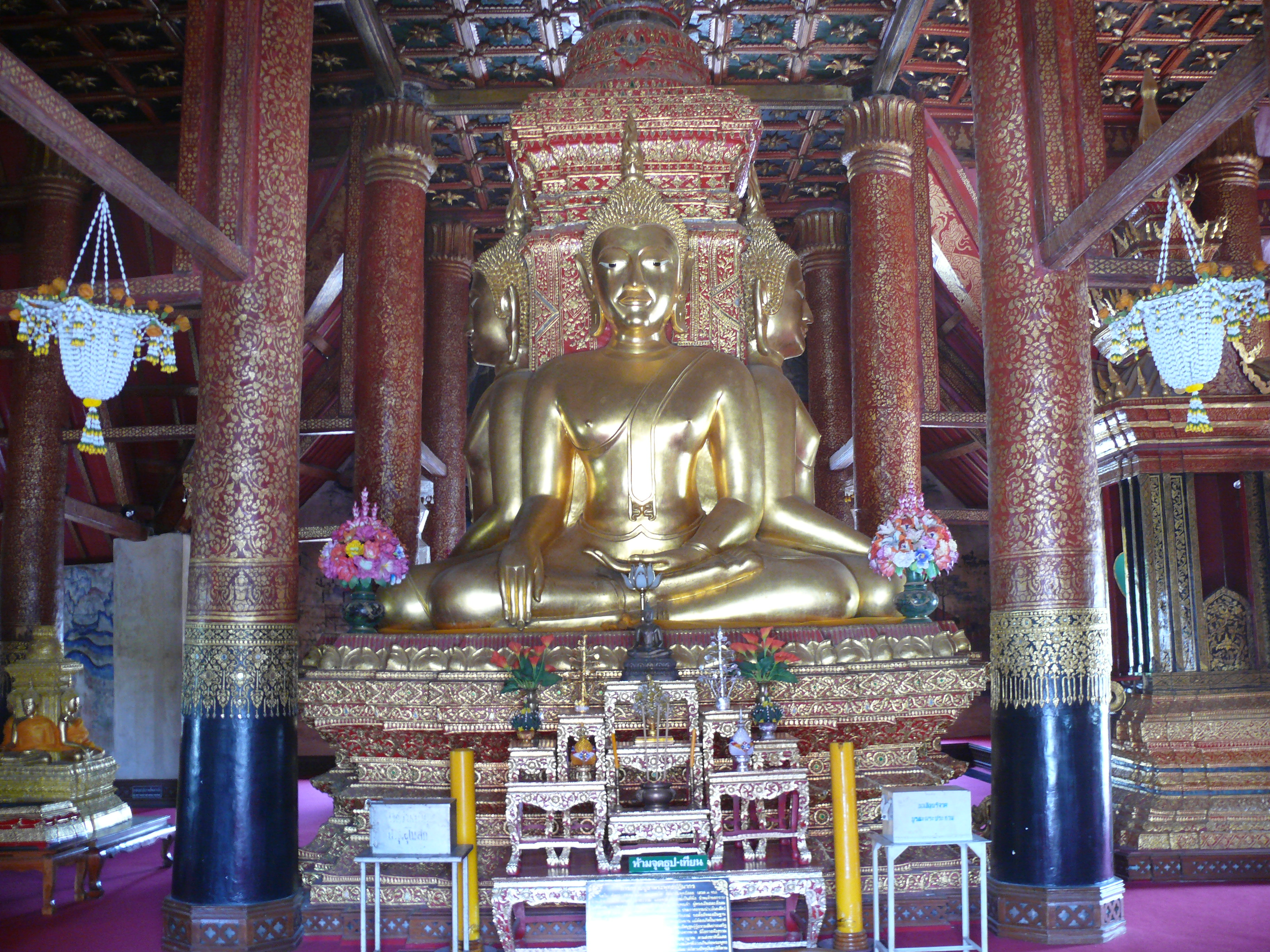
Les quatre Bouddhas de style Sukhothaï à l'intérieur du Wat Phumin

L’autel fleuri reposant au centre du bôt soutient quatre Bouddhas de style Sukhothai dans la posture Bhûmisparsha-Mudrâ ("la prise de Bhumi, la terre, à témoin" ou "victoire sur les démons de Mara" - avec une main touchant la terre), tournés vers les quatre points cardinaux. Cette disposition quadripartite rappelle celle que l’on rencontre dans les temples des royaumes Môn en birmanie ou même dans les premiers temples thailandais comme le Wat Wat Na Phra Men (Thaï : วัดพระเมรุ) à Nakhon Pathom, ou le Wat Phra Yuen (Thaï : วัดพระยืน) à Lamphun.  
La forme des oreilles et des nez des Bouddhas reflète l’influence de la sculpture Lao. Ces Bouddhas seraient des représentations du 28e Bouddha, Gautama ainsi que du 4e Dipankara, du 26e Konagamana et du  27e Kassapa. À côté de cet autel se trouve un magnifique thammdat (un « siège de dhamma » employé par des moines en train d’enseigner).

## Les peintures murales
Sur les parois du temple se trouvent des  peintures murales de la fin du XIXe siècle réalisées par Thit Buaphan, aussi appelé Noi Buaphan  - également l’auteur des peintures du Wat Nong Bua à 40 km au nord de Nan -  venu du Laos central, à la demande du successeur de Chao Ananta Vora Ritthi Det, Chao Suliyapong. 

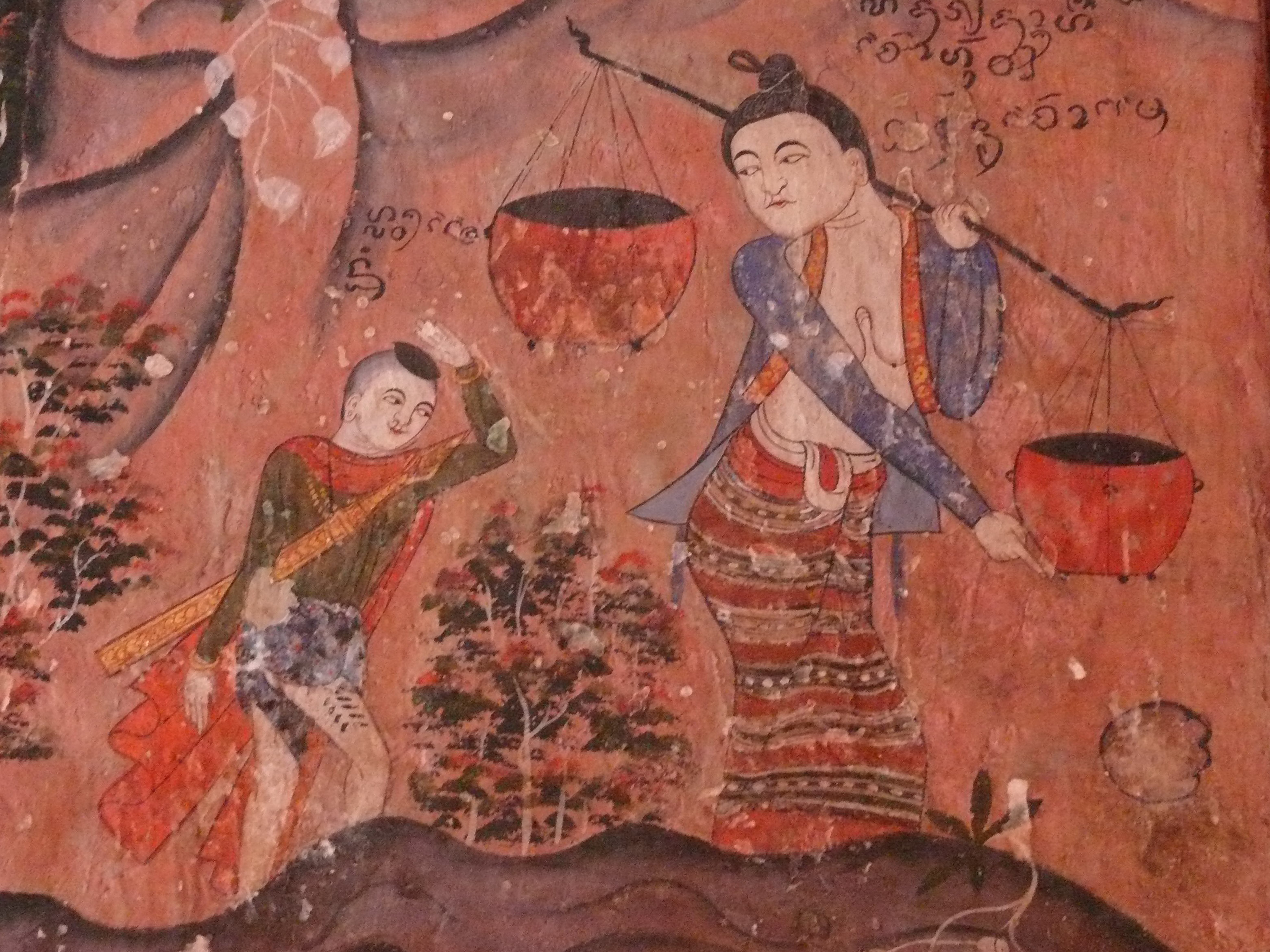
Peinture du mur Nord du Wat Phumin : Gaddhana demande à sa mère où est son père, celle-ci indique la trace d'un éléphant

Sur le mur Nord, ces peintures murales de grande valeur et bien conservées illustrent notamment les Khattana Kumara Jataka (Thaï : คันทนกุมารชาดก).  
Celles-ci racontent l’histoire de Gaddhana, un garçon à la recherche de son père. Cette réincarnation du Bouddha ne fait pas partie des 550 Jataka canoniques : c’est une légende locale qui ne semble être connue qu'en Birmanie, au Nord de la Thaïlande  et au Laos. 
Sur le mur Ouest sont illustrés les Nimi Jatakas. 

On note de nombreuses scènes de la vie locale de l’époque où elles ont été peintes. On y remarque même des Européens - référence à l'arrivée des Français à qui les régions montagneuses  du Nord et de l'Est de la province de Nan furent cédées par Bangkok en 1904. David K. Wyatt interprète ces scènes comme une critique subtile de la royauté thaïe ainsi que des Français, ceux –ci ayant obtenu de la monarchie siamoise l’annexion au Laos de la moitié Nord et Est du royaume de Nan, une critique qui n’aurait jamais pu être exprimée à haute voix.

Peintures du mur Ouest du Wat Phumin
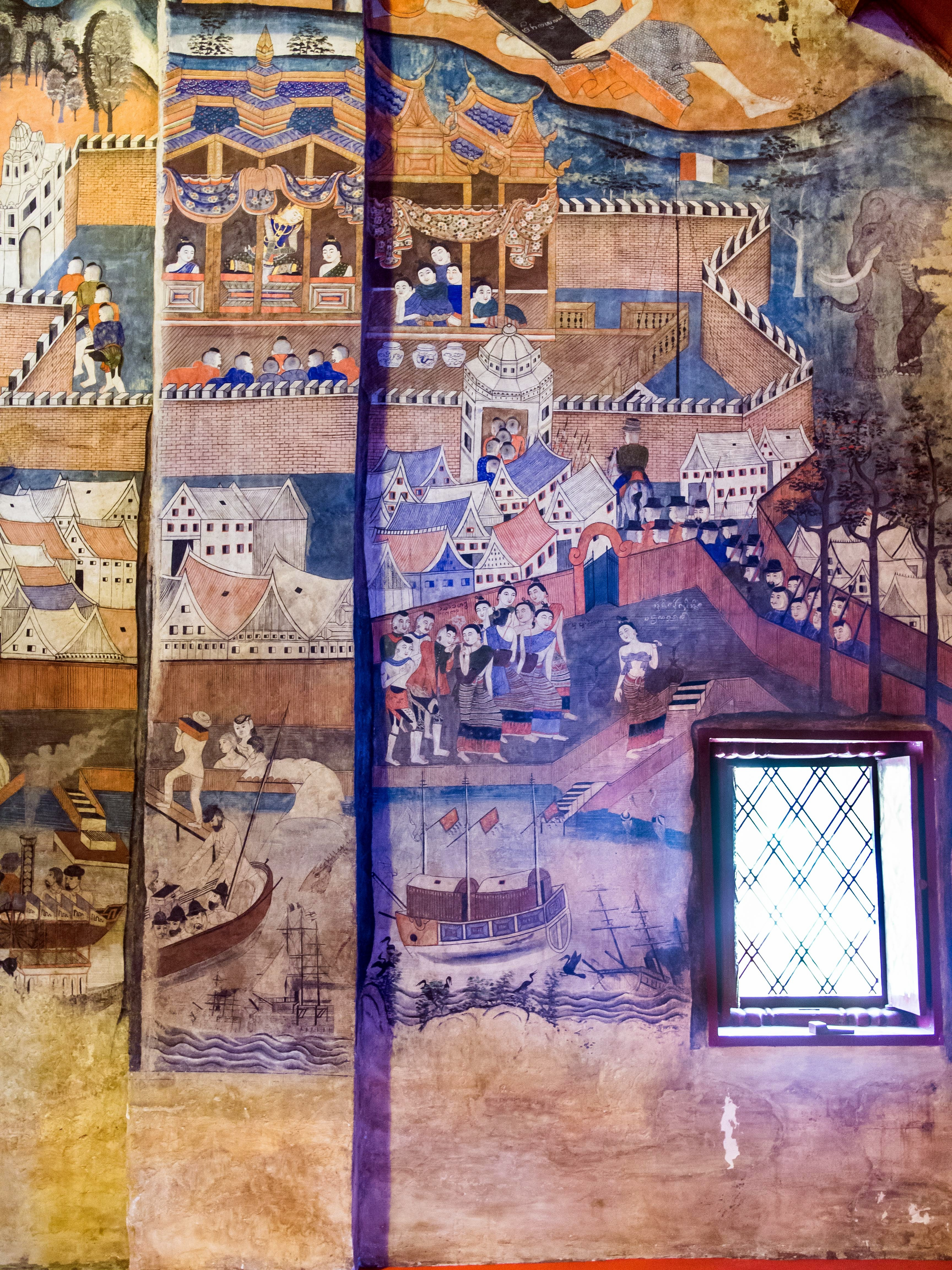
Vue d'ensemble
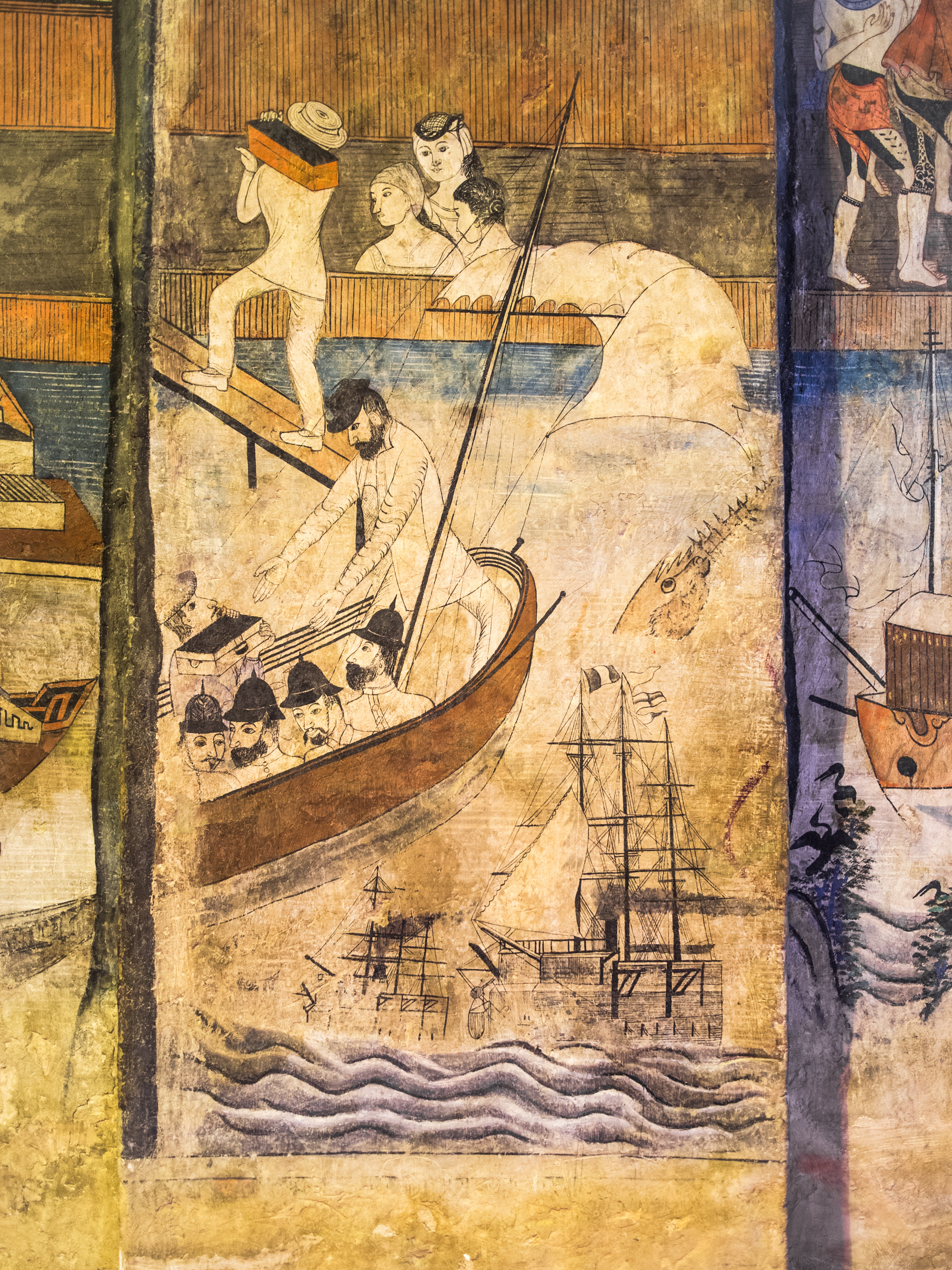
Deux navires à trois mâts et à vapeur européens dont un apparemment français ; et un marin étranger décharge  un bateau
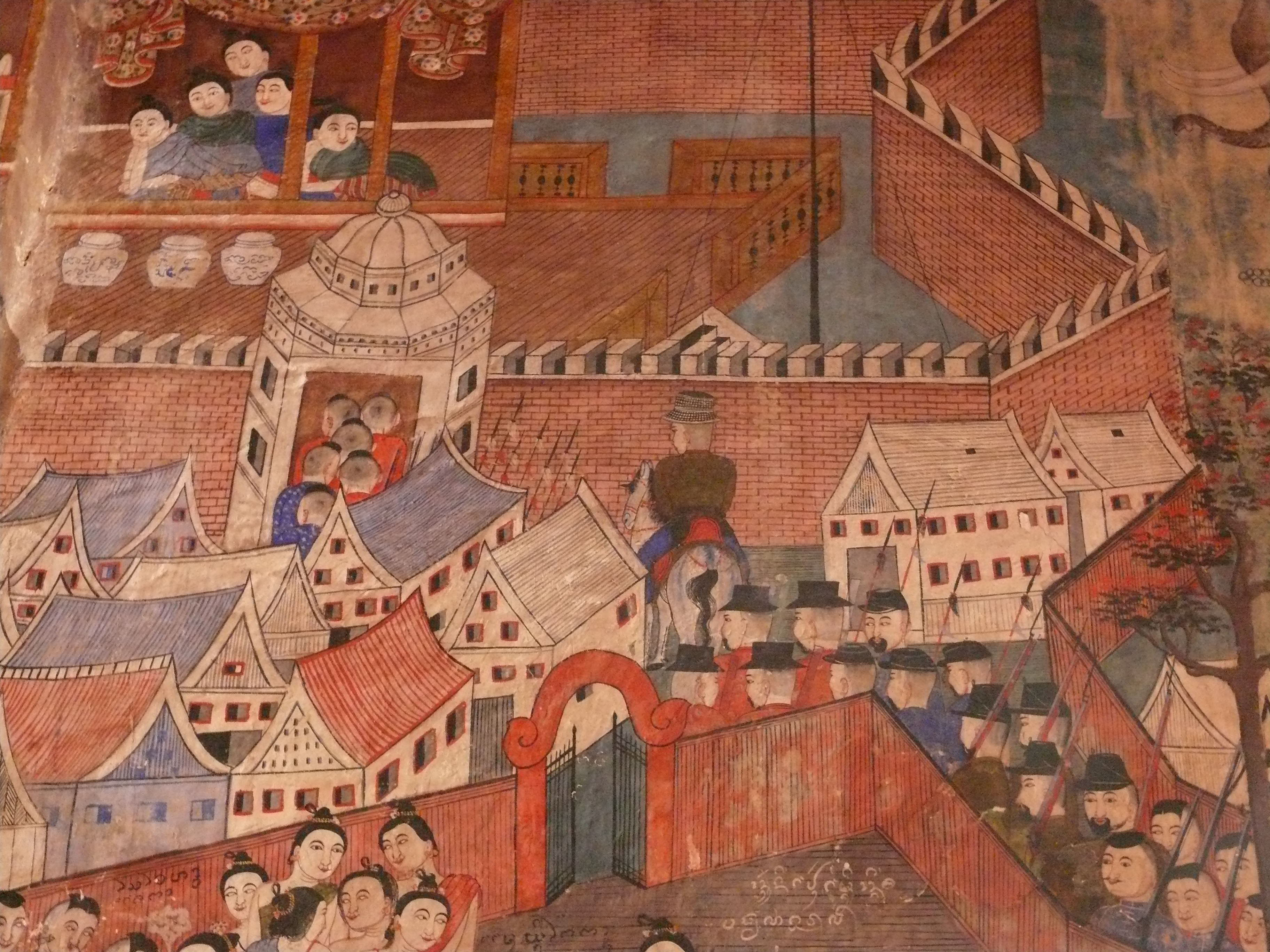
Une troupe de soldats probablement français menée par un chef à cheval entre dans une ville

Le style est particulier, s’éloignant de la tradition  classique  et se rapprochant des peintures murales du Wat Phra Singh de Chiang Mai. Le cadre est cependant celui de la culture et de la vie quotidienne des Thaï Lü. Ces scènes de vie montrent avec réalisme, humour, charme et poésie de nombreux détails savoureux : jolies femmes et galants ; habits, parures et bijoux ; sarong, drapé, broderies, plis et ourlets ; coiffes, chignons et mantilles ; tatouages des hommes et cigarettes etc.

Scènes de la vie quotidienne
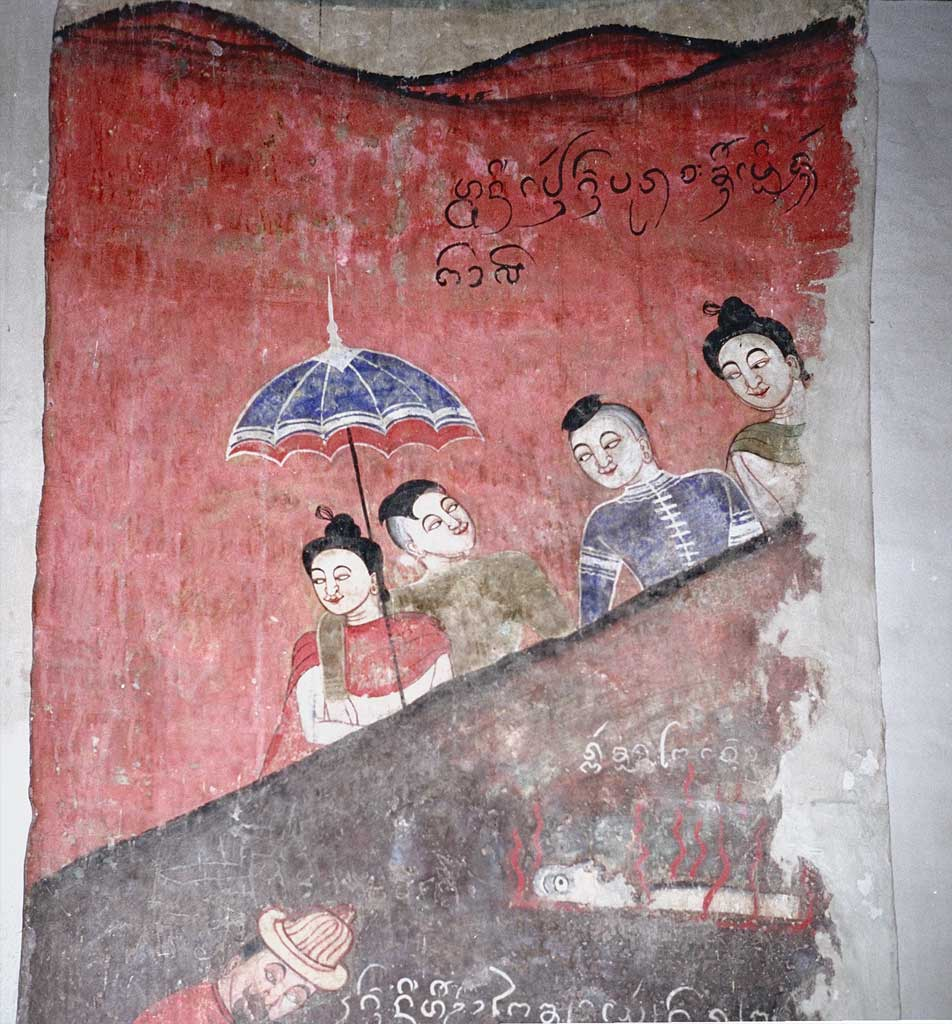
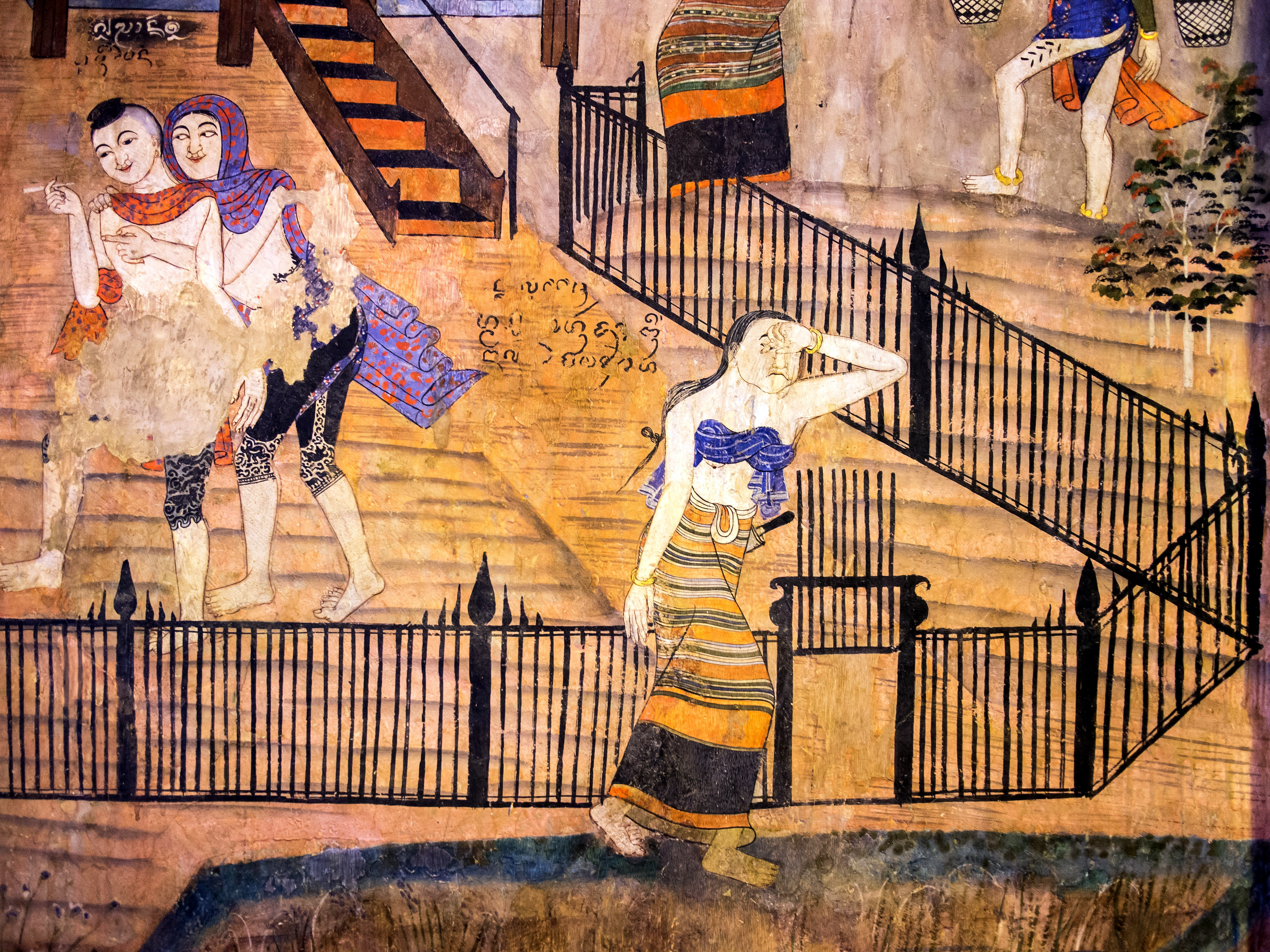
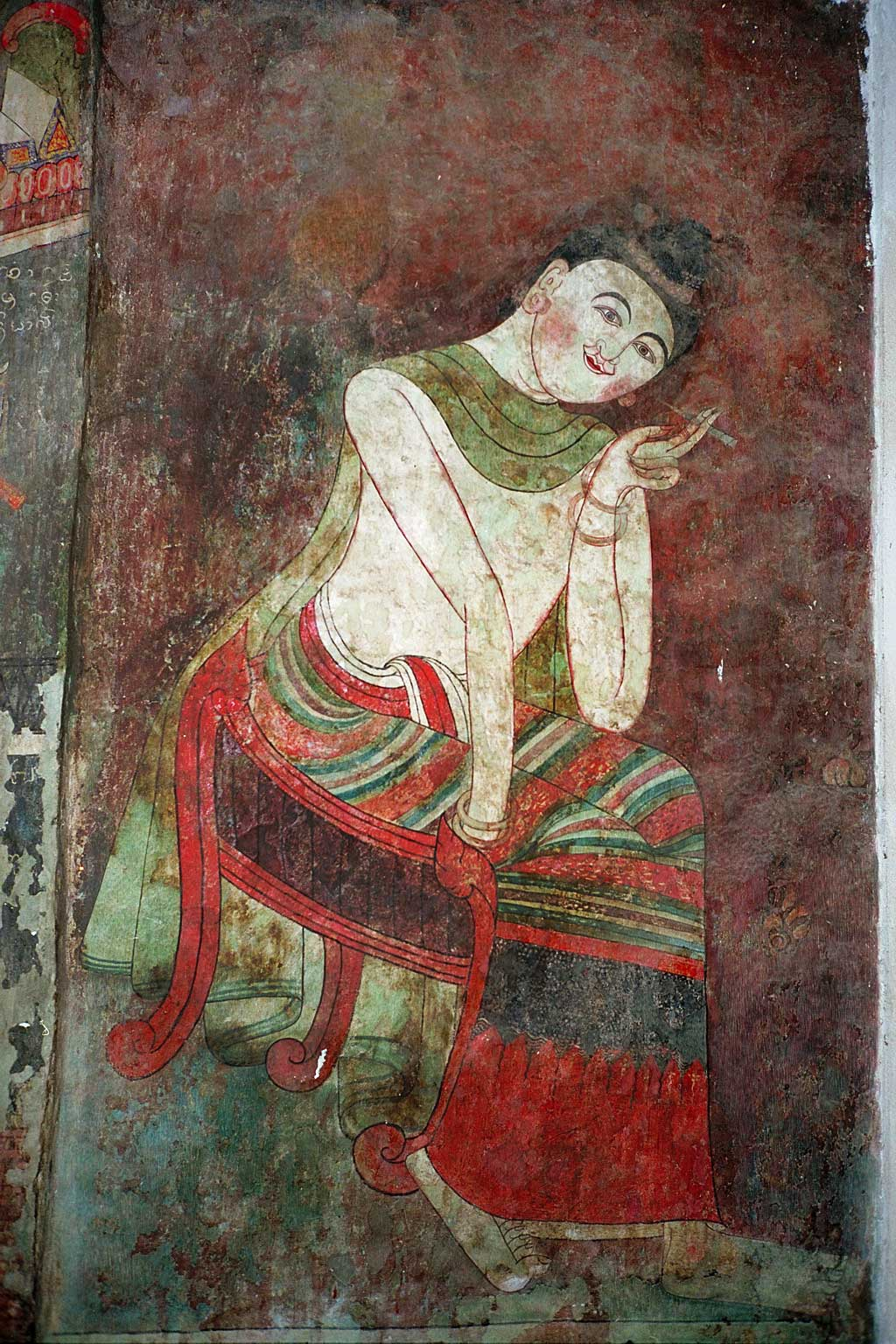
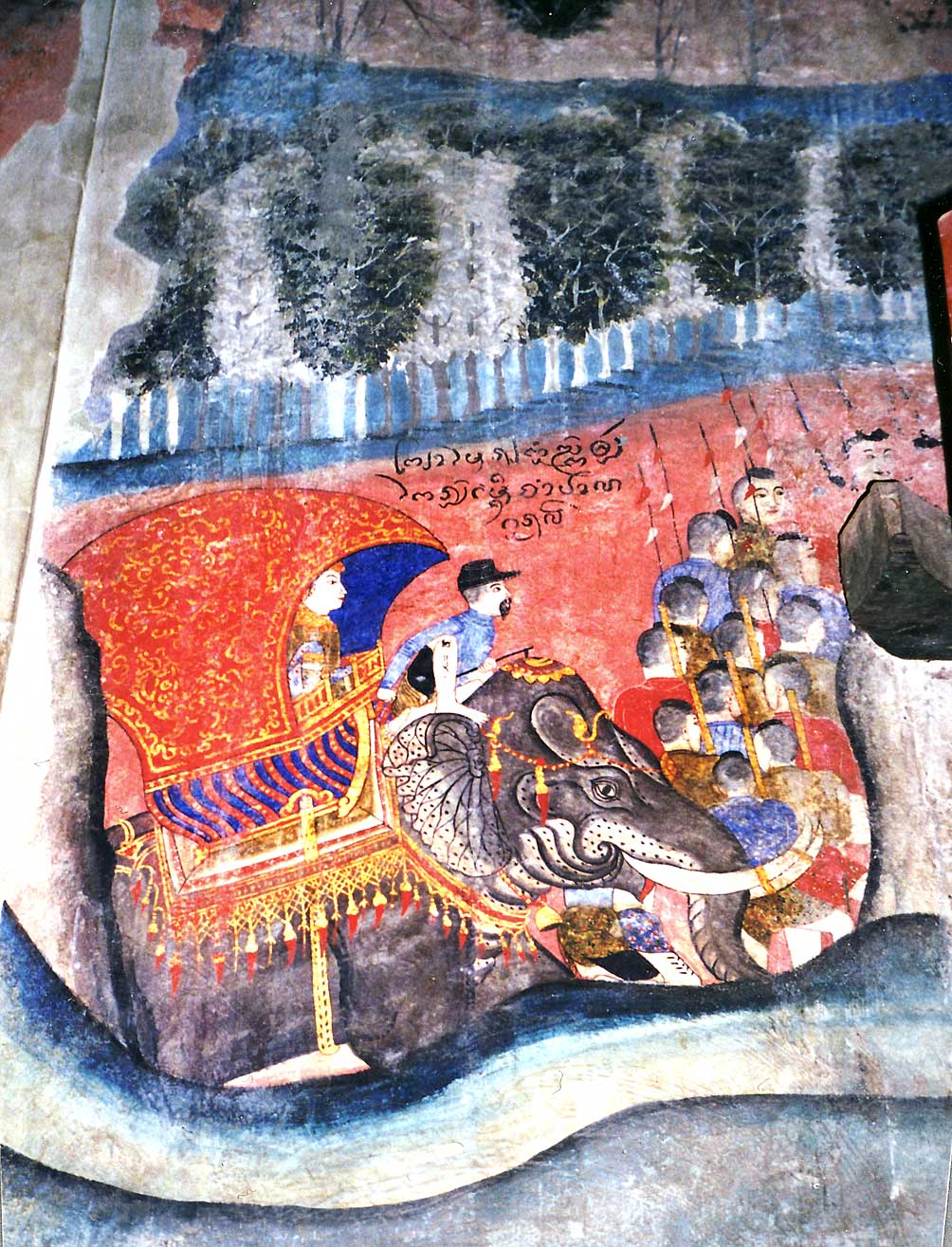

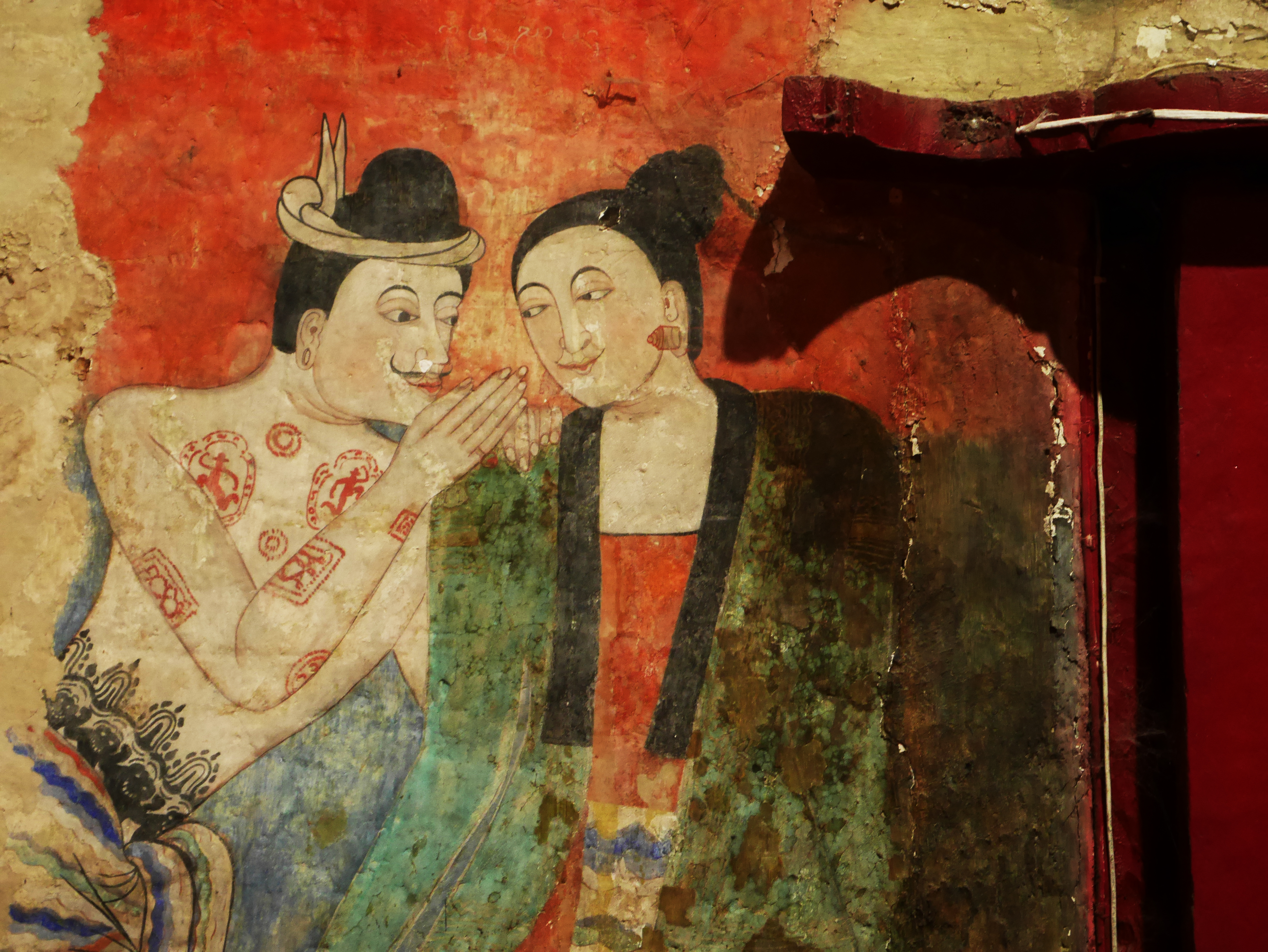
L'homme qui chuchote à l'oreille d'une femme

Les deux scènes les plus célèbres sont de plus grandes dimensions que la plupart des autres peintures : un homme qui chuchote dans l'oreille d'une femme (sur le côté Sud de la porte Ouest) et la représentation peinte sur le flanc de la porte Sud, qui serait celle du roi  Chao Ananta Vora Ritthi Det . D’autres peintures grandeur nature de chaque côté de la porte d’entrée principale sont d’influence chinoise ce qui s'explique par les origines des Thaï Lü.

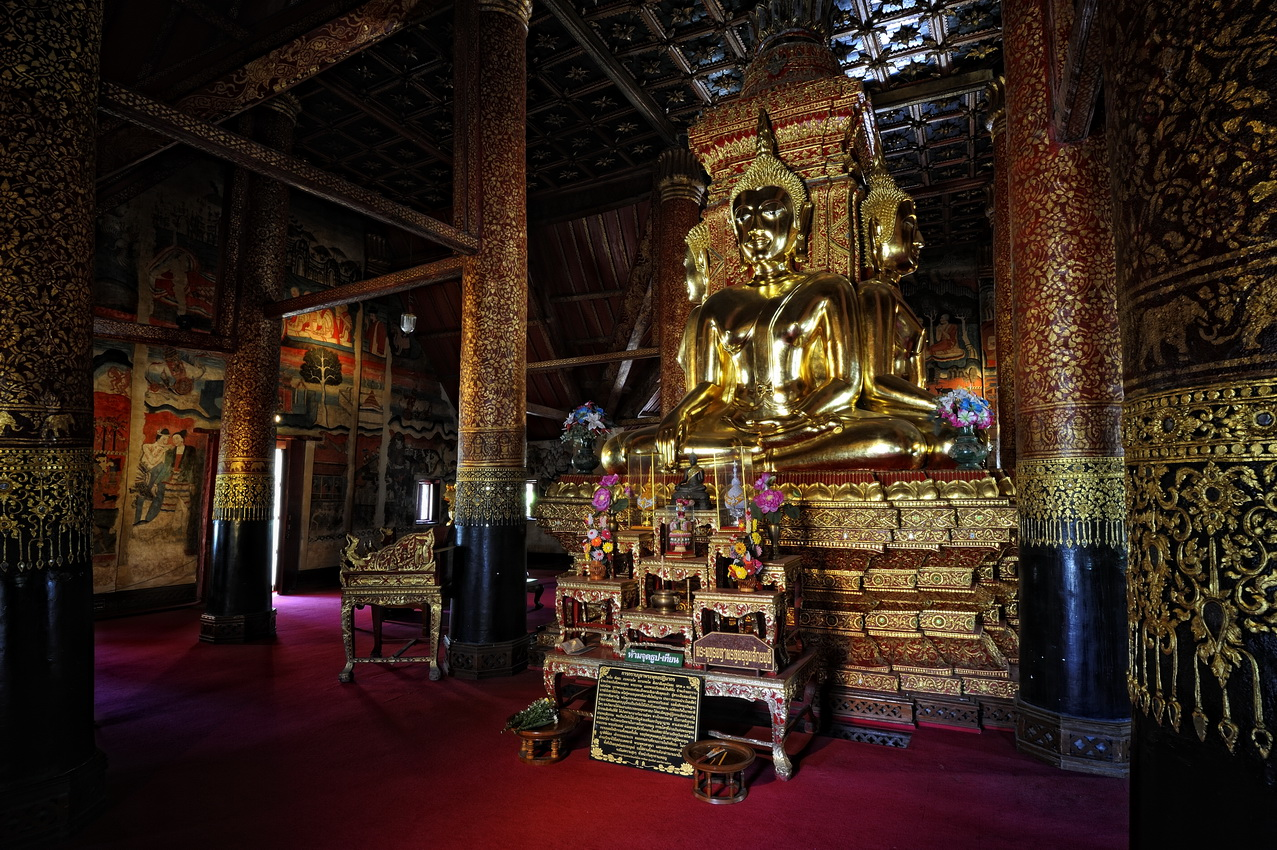
Les quatre Bouddhas et, en arrière plan à gauche, les peintures du mur Sud avec "L'homme qui chuchote à l'oreille d'une femme"

## Sources
- David K. Wyatt: Reading Thai Murals. Silkworm Books, Chiang Mai 2004,  (ISBN 974-9575-47-4)
- David K. Wyatt (Transl., Ed.): The Nan Chronicle. SEA-Program Cornell University, Ithaca 1994,  (ISBN 0-87727-715-X)
- Carol Stratton: Buddhist Sculpture of Northern Thailand. Silkworm Books, Chiang Mai 2004,  (ISBN 1-932476-09-1)
- David K. Wyatt: Temple Murals as an Historical Source. The Case of Wat Phumin, Nan. Chulalongkorn University Press, Bangkok 1993, (OCLC 29415974)